# اختیار قاسم‌اف
اختیار قاسم‌اف (به ترکی آذربایجانی: İxtiyar Qasım oğlu Qasımov) (زاده ۲۲ مارس ۱۹۷۰، شهرستان آق‌دام، جمهوری آذربایجان - درگذشت ۱۴ ژوئیه ۱۹۹۲، شهرستان ترتر، جمهوری آذربایجان) سرباز و قهرمان ملی جمهوری آذربایجان است که در جنگ قره‌باغ کشته شد.

## زندگی و تحصیلات
اختیار قاسم‌اف در شهرستان آق‌دام در جمهوری آذربایجان شوروی زاده شد. وی از سال ۱۹۷۷ تا ۱۹۸۴ تا کلاس هشتم را در دبیرستان در روستای صلاح‌لی تحصیل کرد؛ سپس در سال ۱۹۸۵ برای ادامه تحصیل به باکو آمد. در سال ۱۹۹۲ داوطلبانه به ارتش پیوست و به جبهه قره‌باغ رفت.

## زندگی شخصی
قاسم‌اف مجرّد بود.

## جنگ قره‌باغ
از روزهای نخست جنگ، او مورد استقبال گسترده قرار گرفت. در نتیجه تصمیماتی که وی به درستی در روستای قازان‌چی گرفت، ارمنی‌ها ۳ دستگاه بارگیری و حمل، ۱ نفر نفربر زرهی و ده‌ها سرباز را از دست دادند. در ۱۴ ژوئن ۱۹۹۲، ارامنه به روستای جان‌یاتاق حمله کردند. در طی نبردها، چندین سرباز آذربایجانی زخمی شدند. برای جلوگیری از اسیرشدن آنها به‌دست سربازان ارمنی، اختیار به جلو هجوم برد و پیشخوان ضدحمله را هدایت کرد؛ در نتیجه، امکان بیرون‌آوردن مجروحان از صحنه نبرد فراهم شد، اما اختیار در میان نبردها کشته شد.

## افتخارات
با حکم شماره ۳۵۰ رئیس جمهور جمهوری آذربایجان به تاریخ ۷ دسامبر ۱۹۹۲ اختیار قاسم اوغلو قاسم‌اف پس از مرگ عنوان قهرمان ملی جمهوری آذربایجان را دریافت کرد. وی را در قبرستان روستای صلاح‌لی به خاک سپردند. دبیرستان روستای صلاح‌لی، جایی که وی تحصیل کرد، به نام وی نام‌گذاری شده است.